# Asteroide binari

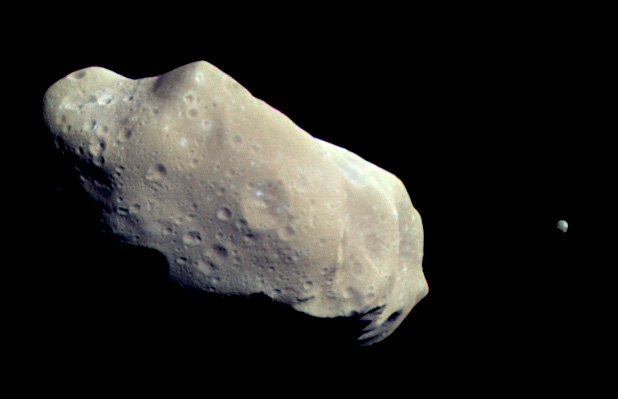
Imatge de (243) Ida, un asteroide binari presa per la sonda Galileo

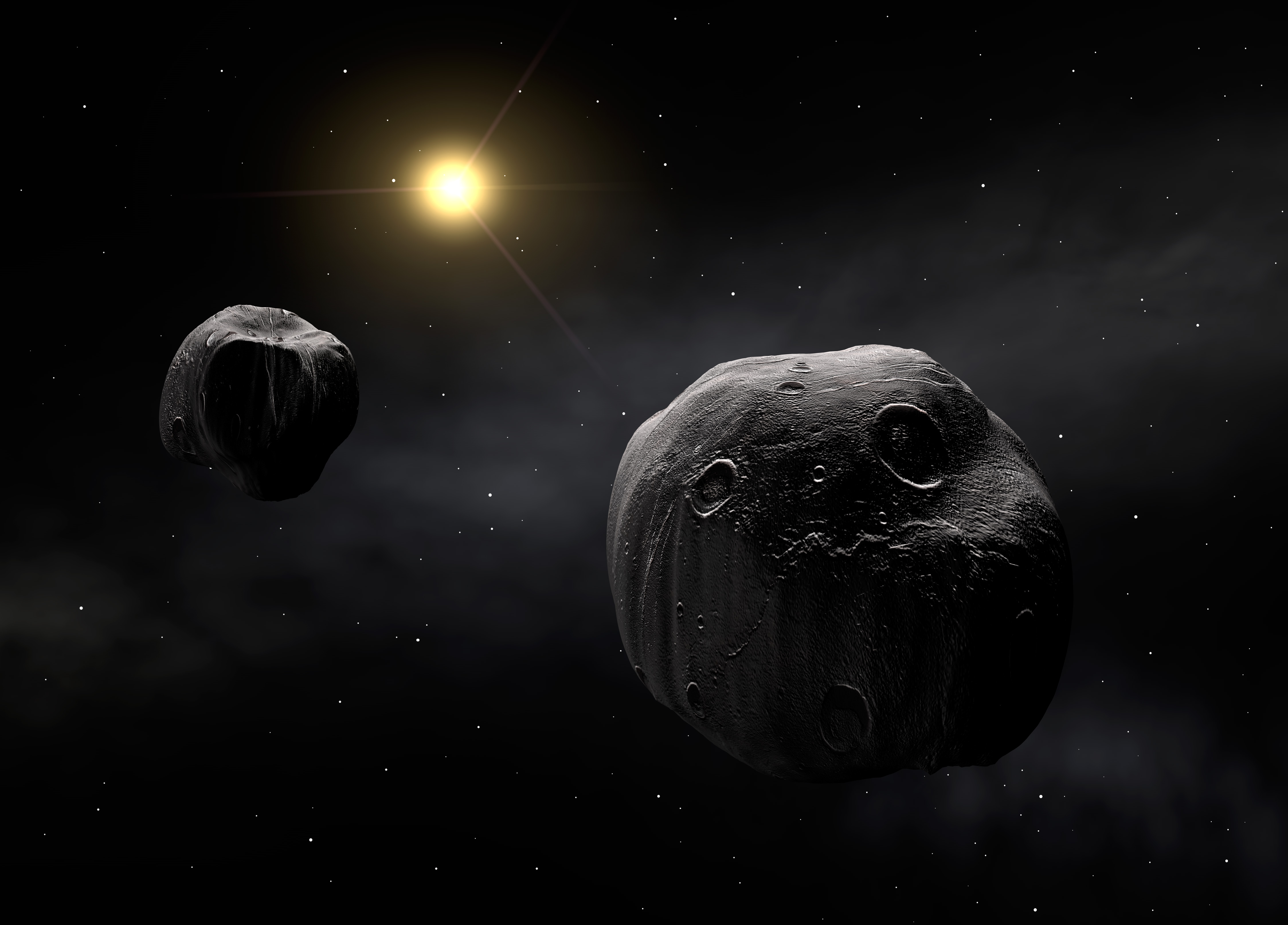
Impressió artística de l'asteroide doble (90) Antiope

Un asteroide binari és un sistema de dos asteroides que orbiten el seu baricentre comú. La naturalesa binària de (243) Ida va ser descoberta quan la sonda espacial Galileo va volar per l'asteroide en el 1993. Des de llavors s'han detectat nombrosos asteroides binaris i diversos asteroides triples.
La relació de massa dels dos components d'un sistema binari és una característica important. La majoria dels asteroides binaris tenen una gran relació de massa, és a dir, un satèl·lit relativament petit en òrbita al voltant del component principal. Els sistemes amb un satèl·lit petit, o "lluna", inclouen (22) Cal·líope, (45) Eugenia, (87) Sylvia, (107) Camilla, (121) Hermione, (130) Elektra, (243) Ida, (283) Emma, i (379) Huenna. Alguns sistemes binaris tenen una relació de massa propera a la unitat, és a dir, dos components de massa similar. Inclouen (90) Antiope i Hermes.
S'han proposat diverses teories per explicar la formació de sistemes d'asteroides binaris. Molts sistemes tenen una macroporositat significativa (un interior de pila de runa). Els satèl·lits que orbiten grans asteroides del cinturó d'asteroides com (22) Cal·líope, (45) Eugenia o (87) Sylvia es poden haver format per la ruptura d'un cos parental després de l'impacte o la fissió després d'un impacte oblic. Els objectes transnepturians binaris es poden haver format durant la formació del Sistema Solar per captura mútua o interacció de tres cossos. Els asteroides propers a la Terra, els quals orbiten en la part interior del Sistema Solar, la forma més probable de l'acceleració i el vessament de masses, probablement com a resultat de l'efecte YORP. Les simulacions numèriques confirmen que quan l'energia solar gira un asteroide de runes a una velocitat prou ràpida per l'efecte YORP, el material és llançat des de l'equador de l'asteroide. Aquesta procés també crea nou material als pols de l'asteroide.